# Lars Løkken Østli
Lars Løkken Østli, född 21 november 1986 i Hamar, är en norsk före detta professionell ishockeyspelare.
Han har spelat för Storhamar IL i norska GET-ligaen under hela sin karriär, med undantag för början av säsongen 2010/2011, då han spelade i Luleå HF i svenska Elitserien (nu SHL).